# ヴィーダス・ゲドヴィラス
ヴィーダス・ゲドヴィラス（Vydas Gedvilas、1959年5月17日 - ）はリトアニアのバスケットボール・トレーナー。また、政治家でもある。
リトアニア語に加えてロシア語とドイツ語も話す。

## 経歴
1977年、テルシェイ地区のルオケ中等学校を卒業。1981年、リトアニア国立体育大学を卒業。1985年から1988年まで国立体育大学大学院課程で学ぶ。1999年、博士論文を提出。
1981年より国立体育大学講師。2001年から2004年までリトアニア体育アカデミー教授。
2004年から労働党党員としてセイマス（国会）議員を務める。2008年のセイマス議員選挙では、ダイナヴァ（第16）選挙区（カウナス市）から立候補するも、第1回投票で敗れる。しかし比例で復活当選を果たした。2011年、カウナス市議会議員に選出された。2012年、セイマス議員選挙にカウナス＝ケダイネイ（第65）選挙区から立候補。第1回投票では第1位につけるも、決選投票でリトアニア社会民主党のラミンタ・ポポヴィエネ候補に敗れた。しかし比例で復活当選を果たした。
2012年11月16日、セイマス議長に選出された。2013年10月3日、セイマス議長を辞任した。
2016年10月9日に行われた2016年のセイマス議員選挙では、ダイナヴァ（第16）選挙区（カウナス）から立候補するも、第1回投票で敗れる（5位）。比例では労働党の名簿から出馬していたものの、比例における労働党の得票率が阻止条項の5%を下回ったため労働党は比例で議席を獲得できず、ゲドヴィラスも落選した。

## 著書
共著
- Fizinių ypatybių lavinimo teorija ir metodika (2000 m., su A. Skurvydu)
- Išmokime žaisti krepšinį (2003 m., su A. Čižausku)